# Pastiche

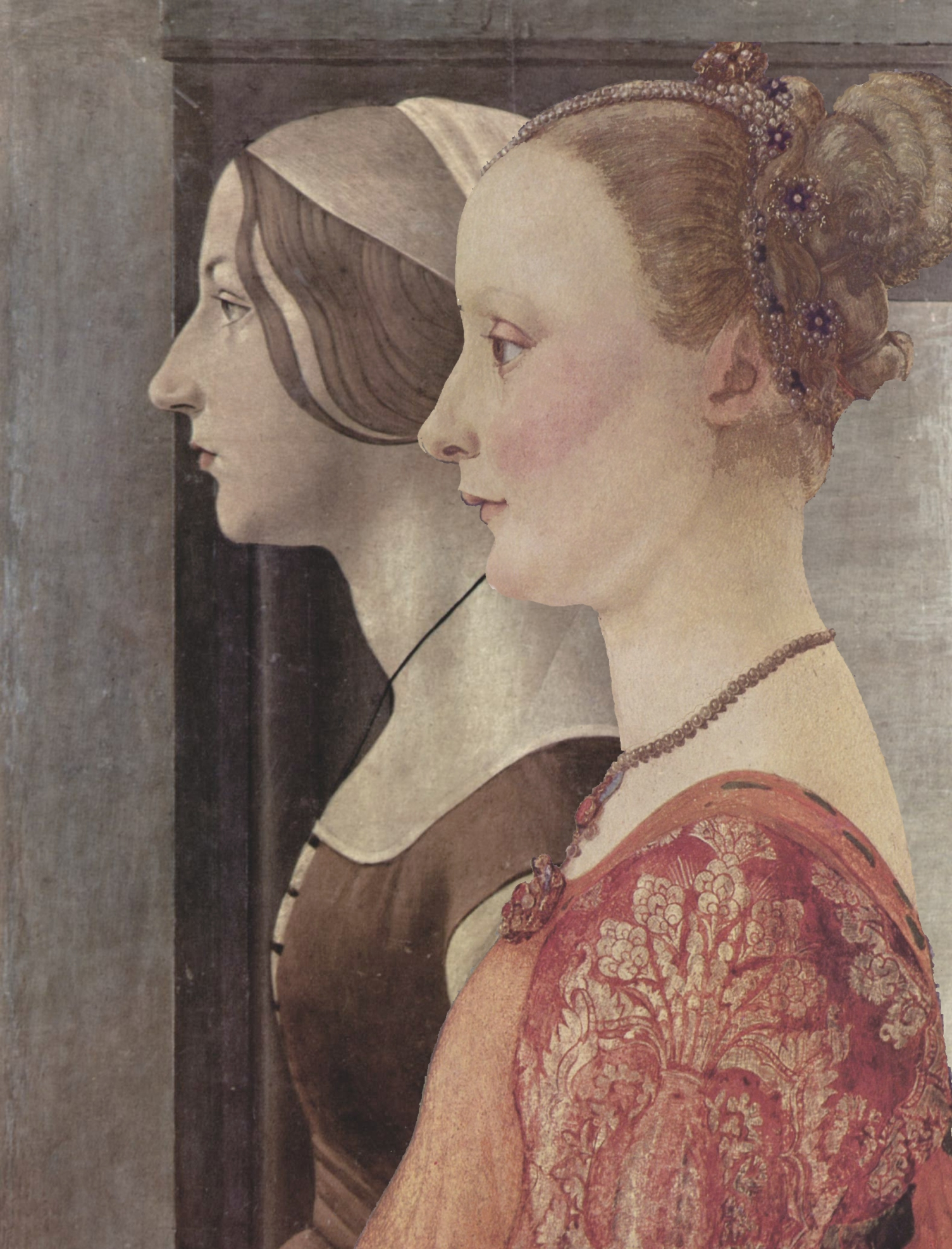
Un pastiche que combina elementos de dos pinturas diferentes (original 1 y original 2), usando Photoshop.

El pastiche es una técnica utilizada en literatura y otras artes que consiste en imitar abiertamente diversos textos, estilos, o autores, así como combinarlos de forma tal que den la impresión de ser una creación independiente.
El término procede del francés, que a su vez lo tomó del italiano pasticcio, y en su origen se refería a las imitaciones de obras pictóricas tan bien hechas que podían pasar por auténticas. Aplicado a la literatura, fue utilizado en 1919 por el escritor francés Marcel Proust en su obra Pastiches et mélanges, en que imita el estilo de varios autores del siglo XIX.

## Literatura
El pastiche es frecuente en la literatura a partir de los años sesenta. Ejemplos de pastiche pueden encontrarse en obras como La verdad sobre el caso Savolta, de Eduardo Mendoza, Tres tristes tigres, de Guillermo Cabrera Infante, y en varias de las novelas del argentino Manuel Puig.
También se ha dicho que es entendido por pastiche la coexistencia en una obra literaria de diferentes registros lingüísticos con una intención paródica. Este sería el caso, por ejemplo, de la obra Luces de bohemia, de Ramón del Valle-Inclán.

## Cine
El pastiche puede encontrarse también en otras artes, como en el cine de la posmodernidad. Un ejemplo sería la película La liga de los hombres extraordinarios, basada en el cómic de Alan Moore titulado The League of Extraordinary Gentlemen, o la filmografía de Quentin Tarantino, que conforma un pastiche de diversos géneros del cine de explotación.

## Ópera
En el siglo XVIII, los pastiches de ópera, conocidos con el término en italiano, pasticcio, eran frecuentes en compositores como Georg Friedrich Händel, por ejemplo Oreste (1734), Alessandro Severo (1738) y Giove in Argo (1739), así como Christoph Willibald Gluck, y Johann Christian Bach. Estos componían obras que estaban formadas en su mayor parte por porciones de obras de otros compositores, aunque también podían incluir composiciones originales. Las porciones tomadas de otros compositores se adaptarían de manera más o menos libre, especialmente en el caso de arias en óperas pasticcio, sustituyendo el texto original por otro nuevo. También a principios del siglo XIX, en Italia, compositores como Rossini y Donizetti hacían óperas pastiche reelaborando composiciones suyas anteriores. 
Ejemplo de pasticcio moderno es la grabación The sorceress, realizada por Kiri Te Kanawa en 1994 con la Academia de Música Antigua bajo la dirección de Christopher Hogwood, la cual se encuentra formada por varias arias händelianas, con interludios instrumentales de sus óperas. Otro ejemplo es The Enchanted Island, en donde los amantes de El sueño de una noche de verano naufragan en la isla de La Tempestad. Inspirada en los pastiches musicales y mascaradas del siglo XVIII, la ópera presenta arias y escenas de conjunto de Händel, Vivaldi, Rameau, entre otros maestros del Barroco, con un nuevo libreto de Jeremy Sams. "The Enchanted Island" fue estrenada por la Metropolitan Opera de New York en su temporada 2011-2012, dirigida por William Christie y con un reparto realmente estelar: David Daniels (Próspero) y Joyce DiDonato (Sycorax), Plácido Domingo como Neptuno, Danielle de Niese como Ariel, y Luca Pisaroni como Calibán.

## Psicología
El pastiche en psicología, con respecto a la adolescencia, se refiere al "como si"; el plagio sería el resultado o engendro de la desaparición de la individualidad. Es de gran importancia en la adolescencia en relación con las teorías que sostenían que tal época de la vida era definitoria en la concreción de la propia identidad, paso necesario para el normal desarrollo humano. La identidad individual era considerada una síntesis producto de identificaciones parciales y elaboración propia. El pastiche, en cambio, significa "ser como si fuera otro", la imitación directa sin elaboración propia, sin estilo personal.